# Görlitz (huyện)
Görlitz (tiếng Đức: Landkreis Görlitz) là một huyện (Kreis) ở bang tự do Sachsen, Đức. Huyện được đặt tên theo thủ phủ Görlitz. Các huyện giáp ranh (từ phía tây theo chiều kim đồng hồ) là: huyện Bautzen, bang Brandenburg, Ba Lan và Cộng hòa Séc.

## Lịch sử
Huyện đã được thành lập thông qua việc sáp nhập các huyện Löbau-Zittau và Niederschlesischer Oberlausitzkreis cũng như quận Görlitz trong cuộc trong cuộc cải tổ huyện tháng 8 năm 2008.

## Địa lý
Huyện này bao gồm phần đông nam của Lusatia, bao gồm một phần Lausitzer Bergland. Sông Lusatian Neisse tạo thành ranh giới phía đông, sông Spree chảy qua phía tây huyện.

## Các thị xã và đô thị
| Thị xã | Đô thị | Đô thị | Đô thị |
| --- | --- | --- | --- |
| 1. Bad Muskau 2. Bernstadt auf dem Eigen 3. Ebersbach 4. Görlitz 5. Herrnhut 6. Löbau 7. Neugersdorf 8. Neusalza-Spremberg 9. Niesky 10. Ostritz 11. Reichenbach 12. Rothenburg 13. Seifhennersdorf 14. Weißwasser 15. Zittau | 1. Beiersdorf 2. Berthelsdorf 3. Bertsdorf-Hörnitz 4. Boxberg 5. Dürrhennersdorf 6. Eibau 7. Gablenz 8. Groß Düben 9. Großhennersdorf 10. Großschönau 11. Großschweidnitz 12. Hähnichen 13. Hainewalde 14. Hohendubrau 15. Horka | 1. Jonsdorf 2. Kodersdorf 3. Königshain 4. Krauschwitz 5. Kreba-Neudorf 6. Lawalde 7. Leutersdorf 8. Markersdorf 9. Mittelherwigsdorf 10. Mücka 11. Neißeaue 12. Niedercunnersdorf 13. Obercunnersdorf 14. Oderwitz 15. Olbersdorf | 1. Oppach 2. Oybin 3. Quitzdorf am See 4. Rietschen 5. Rosenbach 6. Schleife 7. Schönau-Berzdorf 8. Schönbach 9. Schöpstal 10. Sohland am Rotstein 11. Strahwalde 12. Trebendorf 13. Vierkirchen 14. Waldhufen 15. Weißkeißel |